# Felicia Takman
Felicia Takman, född 8 augusti 1997 i Stockholm, är en svensk musiker och låtskrivare.  
År 2020 kom hennes första EP "Hatar att förlora". Under våren 2021 gavs EP nummer två ut, ”Alla gör slut (pt. 1) och den 28 oktober 2021 gavs hennes hyllade debutalbum "Alla gör slut" ut via Universal Music. Den 28 oktober 2022 släppte hon sin tredje EP ”En basic bitch, inget nytt, men fan ändå, ganska snygg” via Universal Music. 2024 gav Takman ut sin fjärde EP ”Vad är det för fel på Felicia”.

## Diskografi

### Singlar
- Ditt problem (2020)
- Du vann (2020)
- Vi var bara barn (2020 med Emil Gustafsson )
- Dunka dumma hjärta dunka (2020)
- Vit månad (2021)
- Nåt dumt (2021)
- Bara lite känslor (2021)
- Stoppa tiden (2021)
- Hela dig (2021)
- Aldrig säga aldrig (2022)
- Musik non stop (2022)
- Allt jag kan (2022 med Petrus)
- Sommarn har ett grepp om min hals(2022)
- Dansa fult (2022)
- Ta mig då (2023)
- Du gör vad du vill (Pixiedream) (2023)
- De hade vart slut (2023)
- Hälften är rakt från hjärtat (2023, med Timo Räisänen)[4]
- Vad är det för fel på Felicia? (2024)
- Ikväll måste nånting hända (2025)
- Zensemester (2025)
- Jag ringer Ruth (2025)
- Kransen (2025)

### EP
- Hatar att förlora (2020)
- Alla gör slut (pt. 1) (2021)
- En basic bitch, inget nytt, men fan ändå, ganska snygg (2022)
- Vad är det för fel på Felicia? (2024)

### Album
- Alla gör slut (2021)[5][6]